# Ханс-Георг Гадамер
Ханс-Георг Гадамер (на немски: Hans-Georg Gadamer) е германски философ, ученик на Хайдегер, основател на философската херменевтика, известен на първо място със своя magnum opus от 1960 г. Истина и метод (на немски: Wahrheit und Methode).

## Биография
Ханс-Георг Гадамер се ражда на 11 февруари 1900 г. в Марбург. Баща му е фармацевт и през 1902 г. е назначен за директор на Фармацевтичния институт в Бреслау (днешен Вроцлав в Полша). Ханс-Георг Гадамер учи в училището в Бреслау (1909 – 1918).
Следване в Марбург (1919 – 1921). През 1921 г. посещава семинарите на Гайгер в Мюнхен. Получава насърчение за доклад върху Платон от Наторп и Николай Хартман (1922). През 1923 г. посещава лекциите на Хусерл и Хайдегер във Фрайбург, а през лятото – Хайдегер в неговата планинска хижа.
Завършва класическа филология при Паул Фридлендер (1924 – 1927). Хабилитира се при Хайдегер и Фридлендер с труда си „Платоновата диалектическа етика“ и е избран за частен доцент в Марбург (1929). Две години по-късно трудът е публикуван (1931). Два семестъра преподава в Кил (1934 – 1935). През 1937 г. е избран за професор в Марбург. Две години по-късно се премества в Лайпциг, където оглавява Философския институт към местния университет. Гост професор в Париж (1941) и Португалия (1944). Декан на Философския факултет в Лайпциг (1945). Ректор на университета в Лайпциг (1946 – 1947). Професор във Франкфурт на Майн (1947). Пътуване до Аржентина, след което поема професура в Хайделберг като наследник на Карл Ясперс. Тук отново попада под силното влияние на Хайдегер.
През 1950 г. е съставител на юбилеен сборник в чест на Хайдегер. През 1953 г. основава списание „Philosophische Rundschau“.
През 1968 г. става почетен професор и продължава да преподава в Хайделберг без заплащане. Почетен доктор на университета в Лайпциг (1996).
Умира на 13 март 2002 г. в Хайделберг.

## Знаменити дебати
- Между 1967 и 1971 г. провежда дебатите си с Юрген Хабермас.
- През 1981 г. са дебатите му с Жак Дерида.

## Съчинения
През 1960 г. издава най-прочутата си книга – „Истина и метод“. Между 1967 и 1977 издава „Кратки трудове“ в четири тома. Между 1985 и 1995 г. излизат Събраните му съчинения в издателство „Mohr“.

### Избрани произведения
- Wahrheit und Methode. Grundzüge einer philosophischen Hermeneutik. (Tübingen 1960), Unveränd. Nachdr. d. 3. erw. Aufl. Tübingen 1975, ISBN 3-16-833912-1.
- Das Vaterbild im griechischen Denken, in: „Das Vaterbild in Mythos und Geschichte: Ägypten, Griechenland, Altes Testament, Neues Testament“, hrsg. von Hubertus Tellenbach, Kohlhammer Verlag, Mainz 1976, S. 102–115, ISBN 3-17-002645-3.
- Lob der Theorie, Frankfurt a. M., Suhrkamp, 1983.
- Das Erbe Europas, Suhrkamp, Frankfurt a. M. 1989.
- Über die Verborgenheit der Gesundheit, Suhrkamp, Frankfurt a. M. 1993.
- Der Anfang der Philosophie, Philipp Reclam, Stuttgart 1996.
- Erziehung ist sich erziehen Heidelberg 2000.
- Hermeneutische Entwürfe. Vorträge und Aufsätze Tübingen 2000.
- Platos dialektische Ethik. Phänomenologische Interpretationen zum Philebos Hamburg 2000.

### Събрани произведения
- Gesammelte Werke. Tübingen: Mohr, 1985–1995 (10 Bände).
  - Band 1. Hermeneutik 1: Wahrheit und Methode: Grundzüge e. philos. Hermeneutik
  - Band 2. Hermeneutik 2: Wahrheit und Methode: Ergänzungen u. Register
  - Band 3. Neuere Philosophie 1: Hegel, Husserl, Heidegger
  - Band 4. Neuere Philosophie 2: Probleme, Gestalten
  - Band 5. Griechische Philosophie 1
  - Band 6. Griechische Philosophie 2
  - Band 7. Griechische Philosophie 3: Plato im Dialog
  - Band 8. Ästhetik und Poetik 1: Kunst als Aussage
  - Band 9. Ästhetik und Poetik 2: Hermeneutik im Vollzug
  - Band 10. Hermeneutik im Rückblick

### Книги на български
- История и херменевтика. Съставителство и превод от немски език Христо Тодоров. София: Гал-Ико, 1994, 225 с.
- Истина и метод – основни черти на една философска херменевтика. Превод от немски език Димитър Денков. Плевен: ЕА, 1997.
2-ро изд. София: Изток-Запад, 2020, 496 с.[2]
- Актуалността на красивото: изкуството като игра, символ и празник. Превод от немски език Димитър Денков. София: Критика и хуманизъм, 2000, 95 с.
- Наследството на Европа. Превод от немски език Теодора Карамелска. София: Критика и хуманизъм, 2009, 182 с. ISBN 978-954-587-138-2
- Загадката на здравето. Превод от немски език Христо Хр. Тодоров. София: Издателство на Нов български университет, 2014, 260 с.

## Признание и отличия
- 1971 – носител на орден Pour le Mérite и на наградата „Ройхлин“[3]
- 1972 – носител на Големия кръст за заслуги със звезда на Федерална република Германия
- 1975 – избран е за член на Американската академия за науки и изкуства
- 1979 – носител на наградите „Фройд“[4] и „Хегел“[5]
- 1984 – член-кореспондент на Британската академия[6]
- 1986 – носител на награда „Карл Ясперс“[7]
- 1987 – носител на награда „Ханс Мартин Шлайер“
- 1990 – почетен гражданин на Неапол[8]
- 1990 – носител на Големия кръст за заслуги със звезда и портупей на Федерална република Германия
- 1993 – почетен гражданин на Хайделберг
- 1995 – почетен доктор на Вроцлавския университет[9]
- 1995 – носител на международната награда „Фелтринели“[10]
- 1996 – почетен доктор на Лайпцигския университет
- 1997 – почетен доктор на Карловия университет в Прага[11]
- 1999 – почетен доктор на Марбургския университет[12]
- 2000 – почетен доктор на Санктпетербургския университет[13]